# 小高坂村
小高坂村（こだかさむら）は、高知県土佐郡にあった村。現在の高知市中心部の北東、土讃線・円行寺口駅の周辺にあたる。

## 歴史
- 1889年（明治22年）4月1日 - 町村制の施行により、近世以来の小高坂村が単独で自治体を形成。
- 1927年（昭和2年）5月1日 - 高知市に編入。同日小高坂村廃止。同市小高坂となる。

## 交通

### 鉄道路線
村域を鉄道省の土讃線が通過したが、駅は所在しなかった、現在は旧村域に円行寺口駅が所在するが、当時は未開業。

## 現在の町名
宝町、北八反町、八反町、城北町、桜馬場、越前町、大膳町、西町、山ノ端町、新屋敷、三ノ丸、井口町、平和町（旧・蛭ヶ谷）、宮前町